# Lista över Tysklands statsöverhuvuden
Detta är en lista över Tysklands statsöverhuvuden.
| Regeringstid                                                                    | Regeringstid                                                                 | Namn                                   | Namn                                    | Levnadstid                              | Levnadstid                              |
| Östfrankiska riket                                                              |                                                                              |                                        |                                         |                                         |                                         |
| 843–876                                                                         | 843–876                                                                      | Ludvig II, Ludvig den tyske            | Ludvig II, Ludvig den tyske             | 804–876                                 | 804–876                                 |
| 876–882                                                                         | 876–882                                                                      | Ludvig III, Ludvig den yngre           | Ludvig III, Ludvig den yngre            | ca 830–882                              | ca 830–882                              |
| 876–880                                                                         | 876–880                                                                      | Karloman                               | Karloman                                | ca 830–880                              | ca 830–880                              |
| 876–887 (kejsare 881–888)                                                       | 876–887 (kejsare 881–888)                                                    | Karl den tjocke                        | Karl den tjocke                         | ca 839–888                              | ca 839–888                              |
| 887–899 (kejsare 896–899)                                                       | 887–899 (kejsare 896–899)                                                    | Arnulf av Kärnten                      | Arnulf av Kärnten                       | 850–899                                 | 850–899                                 |
| 899–911                                                                         | 899–911                                                                      | Ludvig barnet                          | Ludvig barnet                           | 893–911                                 | 893–911                                 |
| 911–918                                                                         | 911–918                                                                      | Konrad I                               | Konrad I                                | ca 890–918                              | ca 890–918                              |
| 919–936                                                                         | 919–936                                                                      | Henrik Fågelfängaren                   | Henrik Fågelfängaren                    | 876–936                                 | 876–936                                 |
| Tysk-romerska riket 962–1806                                                    |                                                                              |                                        |                                         |                                         |                                         |
| Romerska kejsare och tyska kungar                                               |                                                                              |                                        |                                         |                                         |                                         |
| 936–973 (kejsare 962–973)                                                       | 936–973 (kejsare 962–973)                                                    | Otto I Otto den store                  | Otto I Otto den store                   | 912–973                                 | 912–973                                 |
| 973–983 (kejsare 967–983)                                                       | 973–983 (kejsare 967–983)                                                    | Otto II                                | Otto II                                 | 955–983                                 | 955–983                                 |
| 983–1002 (kejsare 996–1002)                                                     | 983–1002 (kejsare 996–1002)                                                  | Otto III                               | Otto III                                | 980–1002                                | 980–1002                                |
| 1002–1024 (kejsare 1014–1024)                                                   | 1002–1024 (kejsare 1014–1024)                                                | Henrik II                              | Henrik II                               | 973–1024                                | 973–1024                                |
| 1024–1039                                                                       | 1024–1039                                                                    | Konrad II                              | Konrad II                               | 1027–1039                               | 1027–1039                               |
| 1039–1056                                                                       | 1039–1056                                                                    | Henrik III                             | Henrik III                              | 1017–1056                               | 1017–1056                               |
| 1084–1105                                                                       | 1084–1105                                                                    | Henrik IV                              | Henrik IV                               | 1050–1106                               | 1050–1106                               |
| 1106–1125                                                                       | 1106–1125                                                                    | Henrik V                               | Henrik V                                | 1086–1125                               | 1086–1125                               |
| 1125–1137                                                                       | 1125–1137                                                                    | Lothar III                             | Lothar III                              | 1075–1137                               | 1075–1137                               |
| 1138–1152                                                                       | 1138–1152                                                                    | Konrad III                             | Konrad III                              | 1093–1152                               | 1093–1152                               |
| 1152–1190                                                                       | 1152–1190                                                                    | Fredrik Barbarossa                     | Fredrik Barbarossa                      | 1123–1190                               | 1123–1190                               |
| 1190–1197                                                                       | 1190–1197                                                                    | Henrik VI                              | Henrik VI                               | 1165–1197                               | 1165–1197                               |
| (rivaliserande kung 1198–1208)                                                  | (rivaliserande kung 1198–1208)                                               | Filip av Schwaben                      | Filip av Schwaben                       | 1177–1208                               | 1177–1208                               |
| (rivaliserande kung 1198–1208) kejsare 1209–1215                                | (rivaliserande kung 1198–1208) kejsare 1209–1215                             | Otto IV                                | Otto IV                                 | 1175–1218                               | 1175–1218                               |
| 1215–1250 (kejsare från 1220 )                                                  | 1215–1250 (kejsare från 1220 )                                               | Fredrik II                             | Fredrik II                              | 1194–1250                               | 1194–1250                               |
| Tysk kung under faderns kejsardöme 1220-1235                                    | Tysk kung under faderns kejsardöme 1220-1235                                 | Henrik VII av Tyskland                 | Henrik VII av Tyskland                  | 1220–1235                               | 1220–1235                               |
| (rivaliserande kung 1247–1248)                                                  | (rivaliserande kung 1247–1248)                                               | Henrik Raspe                           | Henrik Raspe                            | 1204–1247                               | 1204–1247                               |
| (rivaliserande kung 1247–1256)                                                  | (rivaliserande kung 1247–1256)                                               | Vilhelm II av Holland                  | Vilhelm II av Holland                   | 1247–1256                               | 1247–1256                               |
| 1250–1254                                                                       | 1250–1254                                                                    | Konrad IV                              | Konrad IV                               | 1228–1254                               | 1228–1254                               |
| 1257–1272 (vald men ej erkänd)                                                  | 1257–1272 (vald men ej erkänd)                                               | Rikard av Cornwall                     | Rikard av Cornwall                      | 1209–1272                               | 1209–1272                               |
| 1257–1274 (vald men ej erkänd)                                                  | 1257–1274 (vald men ej erkänd)                                               | Alfons X av Kastilien                  | Alfons X av Kastilien                   | 1221–1284                               | 1221–1284                               |
| 1273–1291                                                                       | 1273–1291                                                                    | Rudolf I av Habsburg                   | Rudolf I av Habsburg                    | 1218–1291                               | 1218–1291                               |
| 1291–1298                                                                       | 1291–1298                                                                    | Adolf av Nassau (tysk kung)            | Adolf av Nassau (tysk kung)             | 1255–1298                               | 1255–1298                               |
| 1298–1308                                                                       | 1298–1308                                                                    | Albrekt I av Habsburg                  | Albrekt I av Habsburg                   | 1255–1308                               | 1255–1308                               |
| 1308–1313                                                                       | 1308–1313                                                                    | Henrik VII av Luxemburg                | Henrik VII av Luxemburg                 | 1278–1313                               | 1278–1313                               |
| 1314–1347                                                                       | 1314–1347                                                                    | Ludvig IV av Bayern                    | Ludvig IV av Bayern                     | 1282–1347                               | 1282–1347                               |
| 1314–1322                                                                       | 1314–1322                                                                    | Fredrik den sköne av Österrike         | Fredrik den sköne av Österrike          | 1289–1330                               | 1289–1330                               |
| 1346–1378 (kejsare från 1355)                                                   | 1346–1378 (kejsare från 1355)                                                | Karl IV                                | Karl IV                                 | 1316–1378                               | 1316–1378                               |
| 1346–1349 (rival till Karl IV)                                                  | 1346–1349 (rival till Karl IV)                                               | Günther av Schwarzburg                 | Günther av Schwarzburg                  | 1304–1349                               | 1304–1349                               |
| 1378–1400                                                                       | 1378–1400                                                                    | Wencel IV                              | Wencel IV                               | 1361–1419                               | 1361–1419                               |
| 1400–1410                                                                       | 1400–1410                                                                    | Ruprecht III av Pfalz                  | Ruprecht III av Pfalz                   | 1352–1410                               | 1352–1410                               |
| 1410–1411                                                                       | 1410–1411                                                                    | Jobst av Mähren                        | Jobst av Mähren                         | 1351–1411                               | 1351–1411                               |
| 1411–1437                                                                       | 1411–1437                                                                    | Sigismund av Ungern                    | Sigismund av Ungern                     | 1368–1437                               | 1368–1437                               |
| Huset Habsburg                                                                  |                                                                              |                                        |                                         |                                         |                                         |
| 1438–1439                                                                       | 1438–1439                                                                    | Albrekt II                             | Albrekt II                              | 1397–1439                               | 1397–1439                               |
| 1440–1493                                                                       | 1440–1493                                                                    | Fredrik III                            | Fredrik III                             | 1415–1493                               | 1415–1493                               |
| 1493–1519                                                                       | 1493–1519                                                                    | Maximilian I                           | Maximilian I                            | 1459–1519                               | 1459–1519                               |
| 1519–1556 (kejsare från 1530)                                                   | 1519–1556 (kejsare från 1530)                                                | Karl V                                 | Karl V                                  | 1500–1558                               | 1500–1558                               |
| 1556–1564                                                                       | 1556–1564                                                                    | Ferdinand I                            | Ferdinand I                             | 1503–1564                               | 1503–1564                               |
| 1564–1576                                                                       | 1564–1576                                                                    | Maximilian II                          | Maximilian II                           | 1527–1576                               | 1527–1576                               |
| 1576–1612                                                                       | 1576–1612                                                                    | Rudolf II                              | Rudolf II                               | 1552–1612                               | 1552–1612                               |
| 1612–1619                                                                       | 1612–1619                                                                    | Mattias                                | Mattias                                 | 1557–1619                               | 1557–1619                               |
| 1619–1637                                                                       | 1619–1637                                                                    | Ferdinand II                           | Ferdinand II                            | 1578–1637                               | 1578–1637                               |
| 1637–1657                                                                       | 1637–1657                                                                    | Ferdinand III                          | Ferdinand III                           | 1608–1657                               | 1608–1657                               |
| 1658–1705 (kejsare)                                                             | 1658–1705 (kejsare)                                                          | Leopold I                              | Leopold I                               | 1640–1705                               | 1640–1705                               |
| 1705–1711                                                                       | 1705–1711                                                                    | Josef I                                | Josef I                                 | 1678–1711                               | 1678–1711                               |
| 1711–1740                                                                       | 1711–1740                                                                    | Karl VI                                | Karl VI                                 | 1685–1740                               | 1685–1740                               |
| Huset Wittelsbach                                                               |                                                                              |                                        |                                         |                                         |                                         |
| 1742–1745                                                                       | 1742–1745                                                                    | Karl VII av Bayern                     | Karl VII av Bayern                      | 1697–1745                               | 1697–1745                               |
| Huset Habsburg-Lothringen                                                       |                                                                              |                                        |                                         |                                         |                                         |
| 1740–1765 (kejsare från 1745)                                                   | 1740–1765 (kejsare från 1745)                                                | Frans I                                | Frans I                                 | 1708–1765                               | 1708–1765                               |
| 1765–1790                                                                       | 1765–1790                                                                    | Josef II                               | Josef II                                | 1741–1790                               | 1741–1790                               |
| 1790–1792                                                                       | 1790–1792                                                                    | Leopold II                             | Leopold II                              | 1747–1792                               | 1747–1792                               |
| 1792–1806                                                                       | 1792–1806                                                                    | Frans II                               | Frans II                                | 1768–1835                               | 1768–1835                               |
| Rhenförbundet 1806–1813, under fransk ledning                                   |                                                                              |                                        |                                         |                                         |                                         |
| 1806–1813                                                                       | 1806–1813                                                                    | Napoleon I                             | Napoleon I                              | 1769–1821                               | 1769–1821                               |
| Tyska förbundet 1815–1866, självskrivet överhuvud var den österrikiske kejsaren |                                                                              |                                        |                                         |                                         |                                         |
| Huset Habsburg-Lothringen                                                       |                                                                              |                                        |                                         |                                         |                                         |
| 1815–1835                                                                       | 1815–1835                                                                    | Frans I av Österrike                   | Frans I av Österrike                    | 1768–1835                               | 1768–1835                               |
| 1835–1848                                                                       | 1835–1848                                                                    | Ferdinand I av Österrike               | Ferdinand I av Österrike                | 1793–1875                               | 1793–1875                               |
| 1848–1866                                                                       | 1848–1866                                                                    | Frans Josef I av Österrike             | Frans Josef I av Österrike              | 1830–1916                               | 1830–1916                               |
| Nordtyska förbundet 1866–1871, under preussisk ledning                          |                                                                              |                                        |                                         |                                         |                                         |
| Huset Hohenzollern                                                              |                                                                              |                                        |                                         |                                         |                                         |
| 1866–1871                                                                       | 1866–1871                                                                    | Vilhelm I av Preussen                  | Vilhelm I av Preussen                   | 1797–1888                               | 1797–1888                               |
| Tyska riket 1871–1945                                                           |                                                                              |                                        |                                         |                                         |                                         |
| Huset Hohenzollern, kejsare                                                     |                                                                              |                                        |                                         |                                         |                                         |
| 1871–1888                                                                       | 1871–1888                                                                    | Vilhelm I                              | Vilhelm I                               | 1797–1888                               | 1797–1888                               |
| 1888                                                                            | 1888                                                                         | Fredrik III                            | Fredrik III                             | 1831–1888                               | 1831–1888                               |
| 1888–1918                                                                       | 1888–1918                                                                    | Vilhelm II                             | Vilhelm II                              | 1859–1941                               | 1859–1941                               |
| ”Weimarrepubliken”, rikspresidenter                                             |                                                                              |                                        |                                         |                                         |                                         |
| 1919–1925                                                                       | 1919–1925                                                                    | Friedrich Ebert                        | Friedrich Ebert                         | 1871–1925                               | 1871–1925                               |
| 1925–1934                                                                       | 1925–1934                                                                    | Paul von Hindenburg                    | Paul von Hindenburg                     | 1847–1934                               | 1847–1934                               |
| ”Tredje riket”                                                                  |                                                                              |                                        |                                         |                                         |                                         |
| 1934–1945 (Führer, ledare)                                                      | 1934–1945 (Führer, ledare)                                                   | Adolf Hitler                           | Adolf Hitler                            | 1889–1945                               | 1889–1945                               |
| 1945 (rikspresident)                                                            | 1945 (rikspresident)                                                         | Karl Dönitz                            | Karl Dönitz                             | 1891–1980                               | 1891–1980                               |
| Fyrmaktsockupation 1945–1949                                                    |                                                                              |                                        |                                         |                                         |                                         |
| 1945–1949                                                                       | 1945–1949                                                                    | Allierade kontrollrådet                | Allierade kontrollrådet                 | 1945–1990                               | 1945–1990                               |
| Förbundsrepubliken Tyskland sedan 1949                                          | Förbundsrepubliken Tyskland sedan 1949                                       | Förbundsrepubliken Tyskland sedan 1949 | Tyska demokratiska republiken 1949–1990 | Tyska demokratiska republiken 1949–1990 | Tyska demokratiska republiken 1949–1990 |
| Förbundspresidenter                                                             | Förbundspresidenter                                                          | Förbundspresidenter                    | Statsrådsordförande                     | Statsrådsordförande                     | Statsrådsordförande                     |
| 1949–1959                                                                       | Theodor Heuss                                                                | 1884–1963                              | 1949–1960 (president)                   | Wilhelm Pieck                           | 1876–1960                               |
| 1959–1969                                                                       | Heinrich Lübke                                                               | 1894–1972                              | 1960–1973                               | Walter Ulbricht                         | 1893–1973                               |
| 1969–1974                                                                       | Gustav Heinemann                                                             | 1899–1976                              | 1973–1976                               | Willi Stoph                             | 1914–1999                               |
| 1974–1979                                                                       | Walter Scheel                                                                | 1919–2016                              | 1976–1989                               | Erich Honecker                          | 1912–1994                               |
| 1979–1984                                                                       | Karl Carstens                                                                | 1914–1992                              | 1976–1989                               | Erich Honecker                          | 1912–1994                               |
| 1984–1994                                                                       | Richard von Weizsäcker                                                       | 1920-2015                              | 1976–1989                               | Erich Honecker                          | 1912–1994                               |
| 1984–1994                                                                       | Richard von Weizsäcker                                                       | 1920-2015                              | 1989                                    | Egon Krenz                              | f. 1937                                 |
| 1984–1994                                                                       | Richard von Weizsäcker                                                       | 1920-2015                              | 1989–1990                               | Manfred Gerlach                         | 1928-2011                               |
| 1984–1994                                                                       | Richard von Weizsäcker                                                       | 1920-2015                              | 1990 (Folkkammarens talman)             | Sabine Bergmann-Pohl                    | f. 1946                                 |
| 1984–1994                                                                       | Richard von Weizsäcker                                                       | 1920-2015                              | Se Tysklands återförening               |                                         |                                         |
| 1994–1999                                                                       | 1994–1999                                                                    | Roman Herzog                           | Roman Herzog                            | 1934-2017                               | 1934-2017                               |
| 1999–2004                                                                       | 1999–2004                                                                    | Johannes Rau                           | Johannes Rau                            | 1931–2006                               | 1931–2006                               |
| 2004–2010                                                                       | 2004–2010                                                                    | Horst Köhler                           | Horst Köhler                            | 1943–2025                               | 1943–2025                               |
| 2010 (som förbundspresidentens ställföreträdare och tillförordnad statschef)    | 2010 (som förbundspresidentens ställföreträdare och tillförordnad statschef) | Jens Böhrnsen                          | Jens Böhrnsen                           | f. 1949                                 | f. 1949                                 |
| 2010–2012                                                                       | 2010–2012                                                                    | Christian Wulff                        | Christian Wulff                         | f. 1959                                 | f. 1959                                 |
| 2012 (som förbundspresidentens ställföreträdare och tillförordnad statschef)    | 2012 (som förbundspresidentens ställföreträdare och tillförordnad statschef) | Horst Seehofer                         | Horst Seehofer                          | f. 1949                                 | f. 1949                                 |
| 2012–2017                                                                       | 2012–2017                                                                    | Joachim Gauck                          | Joachim Gauck                           | f. 1940                                 | f. 1940                                 |
| 2017–                                                                           | 2017–                                                                        | Frank-Walter Steinmeier                | Frank-Walter Steinmeier                 | f. 1956                                 | f. 1956                                 |